# Liste von Sendeanlagen in Niedersachsen
Die Liste von Sendeanlagen in Niedersachsen umfasst Sendeanlagen insbesondere für Fernsehen, Hörfunk, Amateurfunk, Mobilfunk und Richtfunk in Niedersachsen.

## Sendeanlagen
| Name                                      | Stadt / Landkreis                    | Berg        | Höhe               | Baujahr          | Betreiber des Senders  | Funktionen                                        | Bemerkungen                                                                                               |
| ----------------------------------------- | ------------------------------------ | ----------- | ------------------ | ---------------- | ---------------------- | ------------------------------------------------- | --- |
| Sender Aurich-Popens                      | Landkreis Aurich                     | -           | 238 m              | 1961             | Norddeutscher Rundfunk | UKW, DAB+, DVB-T2, anfangs auch Mittelwelle       | - |
| Sender Osnabrück-Ziegenbrink              | Osnabrück                            | Ziegenbrink | 108 m              | 1948             | Norddeutscher Rundfunk | UKW, TV, Mittelwelle                              | 1974 eingestellt und 1978 abgerissen                                                                      |
| Sender Behren-Bokel                       | Landkreis Gifhorn                    | -           | 323 m              | 1961             | Deutsche Funkturm      | UKW, TV (stillgelegt)                             | - |
| Sender Verden                             | Landkreis Verden                     | -           | 202 m              | 1966             | Deutsche Funkturm      | Richt- und Mobilfunk                              | - |
| Sender Cremlingen-Abbenrode               | Landkreis Wolfenbüttel               | -           | 99 m, 137 m, 188 m | 1962, 1964, 1965 | Deutsche Funkturm      | Mittelwelle                                       | am 31. Dezember 2015 abgeschaltet, 2018 gesprengt                                                         |
| Sender Visselhövede                       | Landkreis Rotenburg                  | -           | 167 m              | 1974             | Norddeutscher Rundfunk | UKW, DAB+, DVB-T2                                 | - |
| Sender Osterloog                          | Landkreis Aurich                     | -           | 120 m, 150 m       | 1939             | ?                      | Mittelwelle                                       | 1998 abgerissen                                                                                           |
| Sender Cuxhaven                           | Landkreis Cuxhaven                   | -           | 117 m              | 1961             | Norddeutscher Rundfunk | UKW, TV (stillgelegt)                             | versorgt auch Insel Neuwerk im Bundesland Hamburg                                                         |
| DECCA-Sender Zeven                        | Landkreis Rotenburg                  | -           | 25,2 m, 65 m       | 2013, 2017       | Deutsche Funkturm      | DECCA-Navigation (stillgelegt), DGPS, Mobilfunk   | DECCA-Anlage 2000 stillgelegt der 1952 errichtete Sendemast mit einer Höhe von 93 m wurde 2017 gesprengt. |
| Sender Dannenberg/Pisselberg              | Landkreis Lüchow-Dannenberg          | -           | 113 m              | 1978             | Norddeutscher Rundfunk | Mittelwelle, Mobiler Landfunk, BOS-Funk           | 1998 stillgelegt, 2014 gesprengt                                                                          |
| Sender Dannenberg/Zernien                 | Landkreis Lüchow-Dannenberg          | -           | 258 m              | 1953             | Norddeutscher Rundfunk | UKW, DAB+, DVB-T2                                 | - |
| Sender Stadthagen                         | Landkreis Schaumburg                 | Bückeberg   | 123 m              | 1989             | Norddeutscher Rundfunk | UKW, DAB+                                         | - |
| Sender Drachenberg                        | Landkreis Helmstedt                  | Drachenberg | 181 m              | 1952             | Deutsche Funkturm      | UKW, DAB+, Richtfunk                              | - |
| Sender Geitelde                           | Braunschweig                         | -           | 106 m              | 1950             | Norddeutscher Rundfunk | UKW, Mittelwelle                                  | 1974 stillgelegt, 1977 demontiert                                                                         |
| Sender Wildemann (Norddeutscher Rundfunk) | Landkreis Goslar                     | Adlersberg  | ?                  | ?                | Norddeutscher Rundfunk | DVB-T                                             | 2013 abgeschaltet, Abriss geplant                                                                         |
| Sender Steinkimmen                        | Landkreis Oldenburg                  | -           | 285 m              | 2017             | Norddeutscher Rundfunk | UKW, DAB+, DVB-T2                                 | Stahlgittermast, vorher von 1956 bis 2017 Stahlrohrmast mit 298 m Höhe                                    |
| Sender Lingen                             | Landkreis Emsland                    | -           | 227 m              | 1962             | Norddeutscher Rundfunk | UKW, DAB+, DVB-T2, Mittelwelle (2015 stillgelegt) | Stahlrohrmast mit Reusenantenne für Mittelwelle; zuletzt im Mai 2013 umgebaut                             |
| Sender Molbergen/Peheim                   | Landkreis Cloppenburg                | -           | 220 m              | 1967             | Deutsche Funkturm      | UKW, DAB+                                         | - |
| Sender Schleptruper Egge                  | Landkreis Osnabrück                  | -           | 234 m              | ?                | Deutsche Funkturm      | UKW, DAB+, DVB-T2                                 | - |
| Sender Hemmingen                          | Region Hannover                      | -           | 149,5 m            | 1940             | Norddeutscher Rundfunk | UKW, DVB-T2, Mittelwelle (2015 stillgelegt)       | Stahlfachwerkmast mit Reusenantenne für Mittelwelle, die heutige Anlage stammt aus dem Jahre 2000         |
| Fernmeldeturm Bremerhaven                 | Landkreis Cuxhaven                   | -           | 163 m              | ?                | Deutsche Funkturm      | UKW, DVB-T2, Richtfunk                            | Stahlbetonturm (Typenturm) Lage                                                                           |
| Sender Goslar                             | Landkreis Goslar                     | Sudmerberg  | 72 m               | 1991             | Deutsche Funkturm      | UKW, DAB+                                         | - |
| Sender Harz-West                          | Landkreis Goslar                     | -           | 235 m              | 1955             | Norddeutscher Rundfunk | UKW, DVB-T2, Amateurfunkdienst                    | Stahlrohrmast                                                                                             |
| Marinefunksendestelle Neuharlingersiel    | Landkreis Wittmund                   | -           | 165 m              | ?                | Deutsche Marine        | militärische Nutzung                              | Rufzeichen DHJ59                                                                                          |
| Sender Torfhaus                           | Landkreis Goslar                     | -           | 130 m, 57 m        | 1960er Jahre     | Deutsche Funkturm      | UKW, Richt- und Mobilfunk                         | - |
| Sender Hetjershausen                      | Göttingen                            | -           | ?                  | 2010             | Norddeutscher Rundfunk | UKW, DVB-T2                                       | - |
| Sender Höhbeck                            | Landkreis Lüchow-Dannenberg          | -           | 344 m              | 1979             | Deutsche Funkturm      | UKW, Richtfunk, Amateurfunkdienst, Windmessung    | - |
| Marinefunksendestelle Rhauderfehn         | Landkreis Cloppenburg/Landkreis Leer | -           | 8 × 352,7 m        | 1982             | Deutsche Marine        | militärische Nutzung                              | Rufzeichen DHO38, zweithöchstes Bauwerk Deutschlands                                                      |